# Bleptina albidiscalis
Bleptina albidiscalis är en fjärilsart som beskrevs av W. Warren 1889. Bleptina albidiscalis ingår i släktet Bleptina och familjen nattflyn. Inga underarter finns listade i Catalogue of Life.